# Уст Луга
Уст Луга (рус. Усть-Луга) насељено је место на северозападу европског дела Руске Федерације. Налази се на западу Лењинградске области и административно припада Кингисепшком рејону. Једна је од најважнијих поморских лука Русије на Балтику.
Према подацима са пописа становништва из 2010. у насељу је живело 2.365 становника.

## Географија
Насеље Уст Луга налази се у западном делу Кингисепшког рејона, на подручју Кургаљског полуострва, на мест где се река Луга улива у Лушки залив Финског залива. Насеље је смештено око 49 километара северозападно од рејонског центра Кингисепа.
Кроз варош пролази деоница магистралног друма А121.

## Историја
У писаним изворима данашње насеље се по први пут помиње 1571. године као три суседна села Нижњи Остров на Мењшој Луги (рус. Нижней Остров на Меньшой Луге), Средњи Остров (рус. Средней Остров) и Верхњеј Остров (рус. Верхней Остров).
Устлушка морска лука са радом је почела 2001. године и један је од најважнијих трговачких лучких центара Русије на Балтику.

## Демографија
Према подацима са пописа становништва из 2010. у вароши је живело 2.365 становника.